# St. Martin (Strzelce)

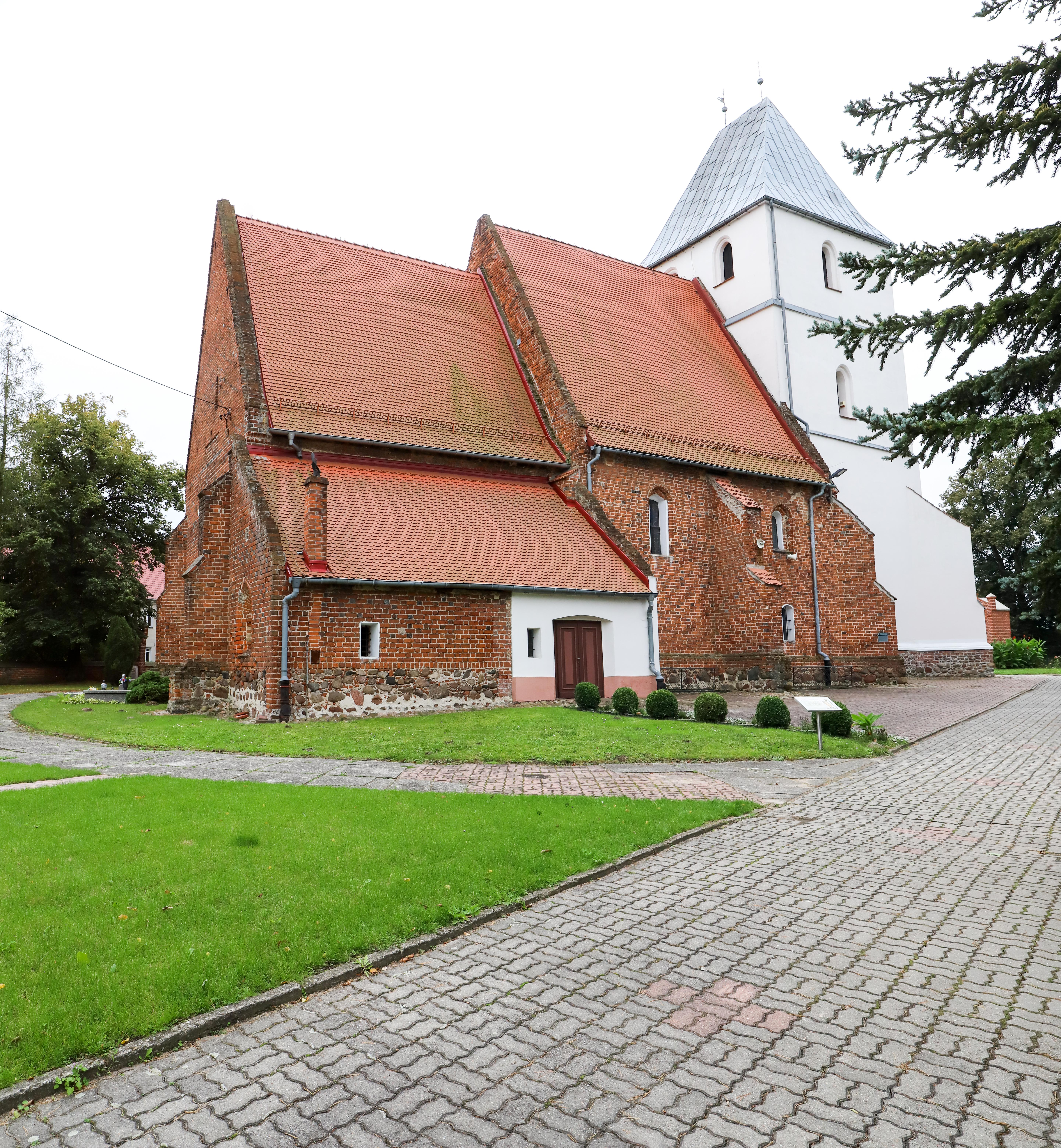
St. Martin (2021)

Die Pfarrkirche Mariä Geburt und St. Martin (polnisch Kościół Narodzenia Najświętszej Maryi Panny i św. Marcina) ist eine römisch-katholische Kirche in der schlesischen Ortschaft Strzelce (Strehlitz) in der Woiwodschaft Opole. Die Kirche ist die Hauptkirche der Pfarrei Mariä Geburt und St. Martin (Parafia Narodzenia Najświętszej Maryi Panny i św. Marcina) in Strzelce.

## Geschichte

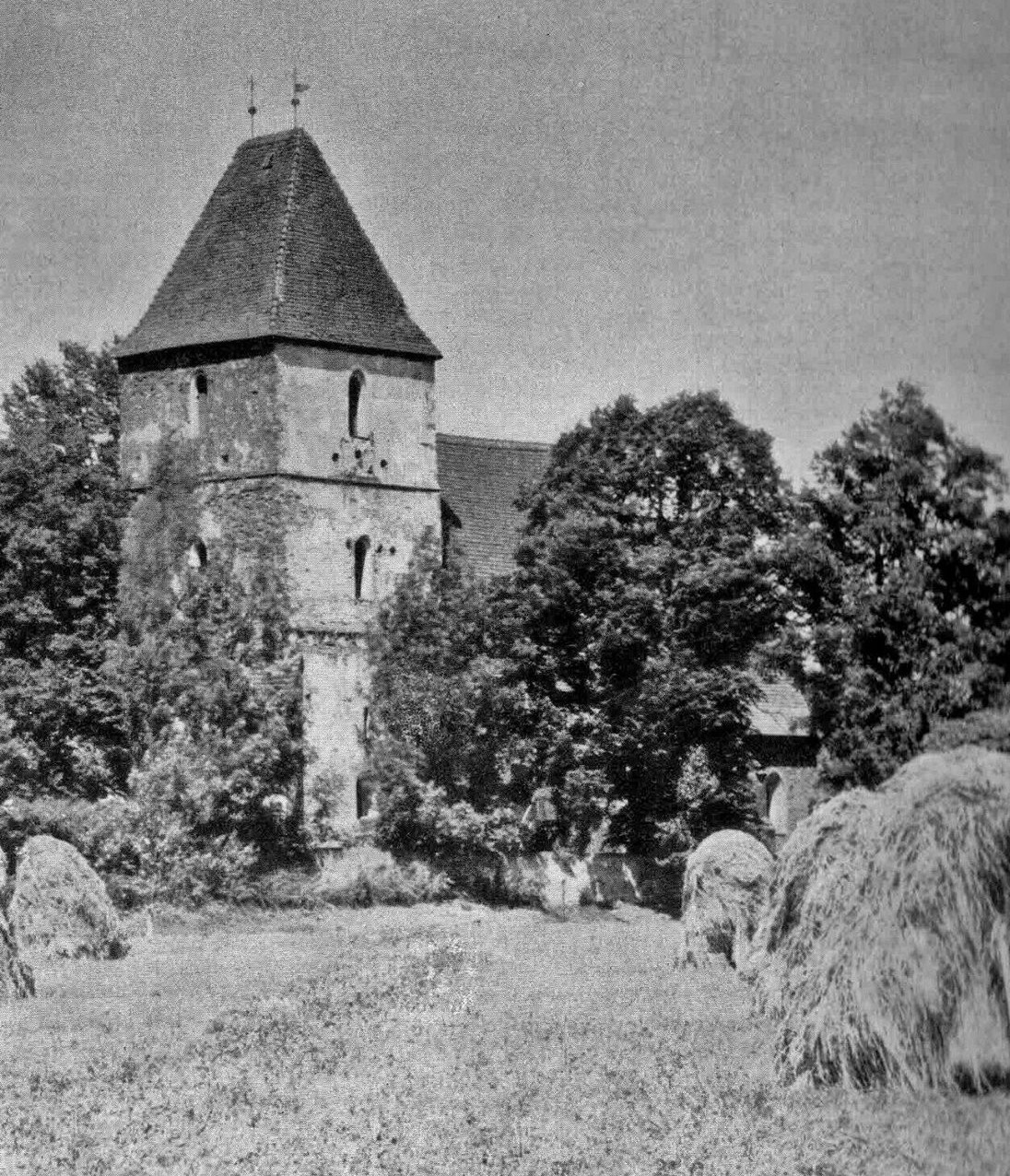
Strzelce, Martinskirche (1936)

Eine Kirche wurde 1326 erstmals in Strehlitz erwähnt. Ein erster Bau stammt aus dem Ende des 13. Jahrhunderts. Im 14. Jahrhundert wurde an den vermutlich hölzernen Bau ein steinerner Chor angebaut. In der zweiten Hälfte des 15. Jahrhunderts entstand das Langhaus mit Gewölbe aus Stein. Um 1500 wurde der Glockenturm angebaut. 
Zwischen 1874 und 1877 sowie 1923 erfolgten größere Sanierungsarbeiten am Kirchengebäude.
Der Kirchenbau steht seit 1965 unter Denkmalschutz.

## Architektur
Die Backstein-Saalkirche entstand im Stil der Gotik. Das zweijochige und flachgedeckte Langhaus besitzt einen zweijochigen rechteckigen Chor mit Satteldach. An der Fassade des Chors befindet sich ein Renaissance-Epitaph von Adam von Prittwitz-Gaffron.
Der Hauptaltar entstand in den 1870er Jahren im neogotischen Stil. Dieser besitzt Figuren der Muttergottes mit Kind und der Hl. Katharina und Barbara. Das Taufbecken entstand ebenfalls im neogotischen Stil. 